# Félix Ignacio Frías
Félix Ignacio Frías Araujo (Santiago del Estero 31 de marzo de 1787 - Buenos Aires 25 de noviembre de 1831) fue un abogado y legislador argentino. «Figuró ampliamente en el escenario político» de la época e integró la asamblea constituyente de 1813 y el Congreso que dio sanción a la Constitución Argentina de 1826. Fue padre del estadista Félix Frías

## Biografía
Félix Ignacio Frías nació en Santiago del Estero el 31 de marzo de 1787, hijo del maestre de campo José de Frías y Suárez de Cantillana (1737-1817) y de Casilda Araujo e Ibáñez.
Efectuó sus primeros estudios en el colegio de Monserrat (Córdoba) y los continuó en la Universidad de Córdoba. Pasó luego a Charcas, donde el 3 de agosto de 1807 se recibió de bachiller en cánones en la Universidad de Chuquisaca y el 15 de julio de 1809 se doctoró en la Academia Carolina, tras lo cual regresó para dedicarse a una chacra heredada en La Rioja, donde se dedicó a la cría de cabras, a la elaboración de aceitunas y al cultivo de la vid. Sus operaciones de venta de ganado se extendieron a través de consignatarios a varias provincias.
Al producirse las Invasiones Inglesas se sumó a las milicias. Adhirió al movimiento por la emancipación y fue auditor de guerra del Ejército del Norte comandado por el general Manuel Belgrano.
Representó a su provincia en la Asamblea del Año XIII para lo cual se radicó en la ciudad de Buenos Aires, donde contrajo matrimonio el 22 de mayo de 1814 con Luisa Molina Villafañe, con quien tuvo 12 hijos, entre ellos Luis (1815-1877), Félix Gregorio (1816-1881), Estanislao (1822-1909), José Miguel (1824-1891) e Indalecia Josefa de Frías Molina (1825-1893).
Afincado desde entonces en la capital, fue nombrado secretario del Cabildo de Buenos Aires y como tal en 1815 fue el encargado de transmitir a Carlos María de Alvear, acantonado en Olivos, la petición de que cesara toda resistencia, presentara su renuncia y aceptara el salvoconducto que se le ofrecía.
En 1813 Manuel Belgrano había donado el premio por sus victorias en el norte para ser destinado a la creación de escuelas en varias provincias, una de ellas Santiago del Estero, y ese año el gobierno nacional transfirió $200.- pero los aportes se suspendieron luego, por lo que el 17 de mayo de 1819 el cabildo de Santiago del Estero extendió un poder al doctor Félix Ignacio Frías para cobrar el saldo pero ya el 10 de junio éste manifestó al cabildo que era imposible el cobro en razón de la situación fiscal, comprometida por los gastos de defensa. Frías intentó al menos conseguir la concesión de una propiedad estatal que pudiera producir por arrendamiento un monto cercano a los quinientos pesos anuales necesarios para el establecimiento, pero no tuvo éxito.
Representó a Santiago del Estero en el Congreso Constituyente que inauguró sus sesiones en diciembre de 1824 y le tocó en suerte ser vicepresidente de dicha Asamblea en ocasión de aprobarse la constitución de 1826, carta de corte unitario, partido al que Frías adhería.
Integró la comisión de hacienda que estudió la creación del Banco Nacional y dio su voto al proyecto. El 2 de agosto de 1828 pasó a integrar el directorio del Banco de Descuentos de la Provincia, incorporado luego al Banco Nacional.
Tras volcar el carruaje en el que regresaba de su estancia Fortín de Ayacucho falleció en Buenos Aires el 25 de noviembre de 1831. Fue enterrado en Luján pero en 1836 sus restos fueron trasladados al Cementerio de la Recoleta.
Su estancia Fortín Ayacucho, de 12 leguas de perímetro y adquirida en 1826 a sus primeros ocupantes los hermanos Ángel y Mauro Carranza, fue heredada a su muerte por su hermana Bernarda Frías de Gorostiaga, quien en 1865 donó 40 hectáreas para la fundación de un pueblo y una estación ferroviaria, orígenes de la localidad de Gorostiaga del partido de Chivilcoy.
En 1817 el estadounidense Henry Marie Brackenridge dejó la siguiente descripción del biografiado: «Mister Frías (66), joven abogado respetable y secretario del Cabildo, era una de nuestras relaciones más agradables; sus maneras eran sumamente pulidas y refinadas y poseía una generosidad de corazón, un calor y vehemencia de sentimiento que demostraban que aunque nacido bajo un gobierno despótico, su carácter se formó en una república. Parecía peculiarmente ansioso de cultivar nuestra relación para adquirir conocimiento de los detalles de nuestras instituciones políticas. Derivé considerable información de él, tanto como ayuda en conseguir papeles y documentos. Se había casado algunos años antes con una mujer amable.»